# Bovernier
Bovernier (deutsch Birnier) ist eine politische Gemeinde und eine Burgergemeinde des Bezirks Martigny im französischsprachigen Teil des Kantons Wallis in der Schweiz.

## Geografie
Bovernier liegt südlich von Martigny im Val d’Entremont und besteht aus den beiden Siedlungen Bovernier und Les Valettes an der Passstrasse H21 zum Grossen Sankt Bernhard. Die Nachbargemeinden von Bovernier sind im Norden Martigny, im Nordosten Val de Bagnes, im Osten Sembrancher, im Süden Orsières und im Westen Martigny-Combe.

## Geschichte
Das Dorf Bovernier gehörte seit dem Mittelalter zur Grosspfarrei Sembrancher und besass seit dem 15. Jahrhundert eine eigene, dem heiligen Theodul geweihte Kapelle. 1747 wurde die Gemeinde Bovernier durch einen Erlass des Bischofs von Sitten zur selbständigen Pfarrei erhoben, und von 1748 bis 1752 baute sie die eigene Pfarrkirche.
1910 nahm die Bahnlinie Chemin de fer Martigny–Orsières mit einem Bahnhof in Bovernier den Betrieb auf.

## Bevölkerung
| Bevölkerungsentwicklung | Bevölkerungsentwicklung | Bevölkerungsentwicklung | Bevölkerungsentwicklung | Bevölkerungsentwicklung | Bevölkerungsentwicklung | Bevölkerungsentwicklung | Bevölkerungsentwicklung | Bevölkerungsentwicklung | Bevölkerungsentwicklung | Bevölkerungsentwicklung | Bevölkerungsentwicklung | Bevölkerungsentwicklung | Bevölkerungsentwicklung | Bevölkerungsentwicklung | Bevölkerungsentwicklung |
| ----------------------- | ----------------------- | ----------------------- | ----------------------- | ----------------------- | ----------------------- | ----------------------- | ----------------------- | ----------------------- | ----------------------- | ----------------------- | ----------------------- | ----------------------- | ----------------------- | ----------------------- | ----------------------- |
| Jahr                    | 1850                    | 1900                    | 1950                    | 2000                    | 2010                    | 2011                    | 2012                    | 2013                    | 2014                    | 2015                    | 2016                    | 2017                    | 2018                    | 2019                    | 2020                    |
| Einwohner               | 300                     | 476                     | 557                     | 733                     | 815                     | 841                     | 868                     | 835                     | 875                     | 850                     | 880                     | 911                     | 894                     | 915                     | 911                     |

## Politik
Die Exekutive der Gemeinde Bovernier, der Conseil communal, besteht aus fünf Mitgliedern. Die parteipolitische Zusammensetzung für die Legislaturperiode 2021–2024 ist folgendermassen: CVP 2, FDP 1, SP 1, CSP 1. Gemeindepräsident ist Marcel Gay (CVP).
Bei den Schweizer Parlamentswahlen 2019 betrugen die Wähleranteile in der Gemeinde Bovernier: CVP 44,7 %, FDP 18,8 %, SP 15,3 %, SVP 9,9 %, Grüne 8,0 %, GLP 1,3 %.

## Verkehr
Bovernier liegt an der Hauptstrasse 21 zum Grossen St. Bernhard und an den Bahnstrecken Martigny–Orsières (Val d’Entremont) und Martigny–Le Châble. Die Hauptstrasse 97 führt vom Ortsteil Les Valettes nach Champex-Lac. 